# 요노시
요노시(일본어: 与野市)는 일본 사이타마현에 있던 도시이다. 요노정은 1889년 4월 1일에 성립하였다. 1958년 7월 15일에 요노시가 되었다. 도시는 우라와시와 오미야시 사이에 존재했다. 2001년 5월 1일에 요노시는 우라와시, 오미야시와 합쳐져 사이타마시를 이루었다.  2003년 4월 1일에 사이타마시가 정령지정도시가 되면서 예전의 요노시 전체와 예전의 우라와시, 오미야시의 일부를 포함하는 지역에 주오구가 성립되었다.

## 역사
[요노]의 지명은 가마쿠라 시대 말인 1314년(쇼와 3년)에 성립된 [융통염불연기에마키]의 정가 에키노 단에 [무사시 국 요노고]가 처음 보는 것으로 알려졌다.
구 요노 시역의 중심부(현 주오구 혼마치 동쪽·혼마치 서쪽의 각각 일부)는 정촌제 시행 이전부터의 요노마치로, 통칭 요노혼마치로 불린다. 이 지구는 옛날에는 가마쿠라 가도의 상도와 중도를 연결하는 하네쿠라 길 상에 위치해, 무로마치 시대부터 시장 마을로서 번창했다. 에도 시대에는 고슈 가도 히노주쿠(日野宿)와 나카센도(中山道), 오슈가도를 잇는 소박자(小松者)의 인마계 입장으로서, 또한 나카센도 우라와주쿠(浦和宿)와 가와고에(川越浦)를 잇는 가와고에(川越浦)와도의 경유지로서 에도와 주변 지역에서 상품 물자 집산지로서의 기능을 가지고 있었다. 에도막부 말기 문화·분정기(1804년~1830년) 요노주쿠는 오미야주쿠·우라와주쿠보다 집 수가 많았다고 여겨지고 있으며, 1887년 작성으로 추정되는 기록에서도 우라와정 인구 3,524명, 오미야정 인구 2,860명에 비해 요노정 인구는 3,877명으로 이들 2개 정을 상회하는 인구를 보유하고 있다.
근대 초기에는 요노주쿠는 인근의 우라와주쿠나 오미야주쿠를 넘어서는 번영을 보였으며, 당시 오미야주쿠는 큰 쇼핑은 여야에서 한다는 등의 말을 듣기도 했다. 그러나 후에 현청 소재지·분쿄 도시로서 발전한 우라와정(→우라와시)나 철도의 결절점으로서 발전한 오미야정(→오미야시)가 주위의 정촌을 합병하면서 확대하는 한편, 구여당은 양시에 끼여 있으면서 오랫동안 단일의 자치체로서 독립을 유지했지만, 구우라와나 구오미야보다 면적이나 인구나 경제력 등에서 뒤떨어지기 때문에 구여져 있었다.
그 때문에 옛 여야에 소재하면서 '우라와'나 '오미야'라는 지명을 부르던 기관은 민간기업뿐만 아니라 관공서도 포함해 존재했다. 구체적으로 우라와 서경찰서는 구 우라와시가 아닌 구 요노시에 있었고, 구 오미야 적십자병원(현 사이타마 적십자병원)은 구 오미야시가 아닌 구 요노시에 있었다. 또 게이힌 도호쿠 선의 요노 역은 구 요노시가 아니라 구 우라와 시에 있었다.
그런 연유로 사이타마시 발족 전 여야시청 청사(현 사이타마시 주오구청 청사) 벽면에는 사이쿄선 차창을 통해 보이는 '여기는 여야시입니다'라는 큰 간판이 걸려 있었다.